# Volgograd Arena
La Volgograd Arena (in russo Волгоград Арена?) è uno stadio di calcio, situato a Volgograd, Russia. Con una capienza di 43 713 posti a sedere, ospita le partite casalinghe del FC Rotor Volgograd. Lo stadio è stato utilizzato per ospitare alcune partite del campionato mondiale di calcio 2018.

## Coppa del Mondo FIFA 2018
| Data           | Ora   | Squadra #1     | Ris.  | Squadra #2  | Fase del torneo | Spettatori |
| -------------- | ----- | -------------- | ----- | ----------- | --------------- | ---------- |
| 18 giugno 2018 | 21:00 | Tunisia        | 1 - 2 | Inghilterra | Girone G        | 41 064     |
| 22 giugno 2018 | 18:00 | Nigeria        | 2 - 0 | Islanda     | Girone D        | 40 904     |
| 25 giugno 2018 | 17:00 | Arabia Saudita | 2 - 1 | Egitto      | Girone A        | 36 823     |
| 28 giugno 2018 | 17:00 | Giappone       | 0 - 1 | Polonia     | Girone H        | 42 189     |

## Galleria d'immagini

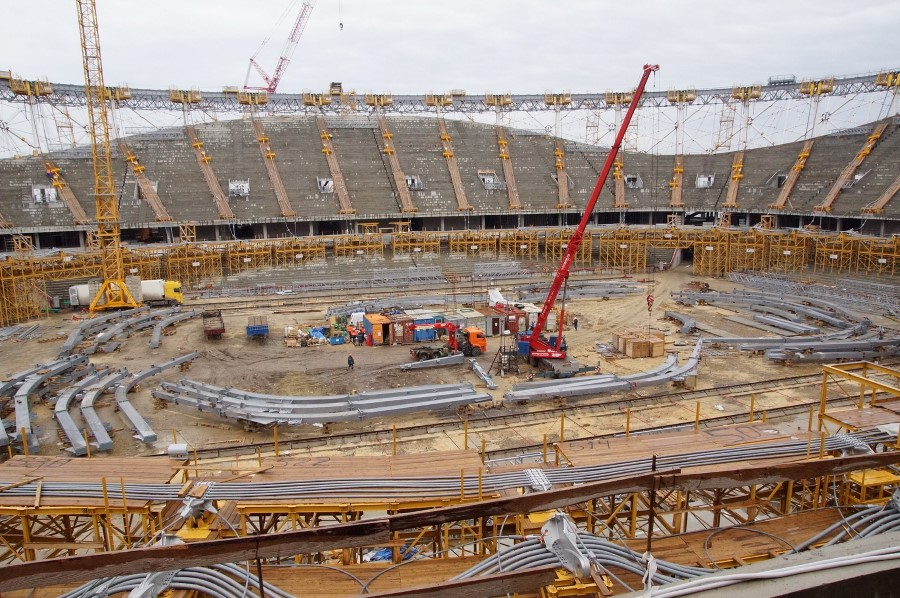
Cantiere dell'impianto nel 2017.
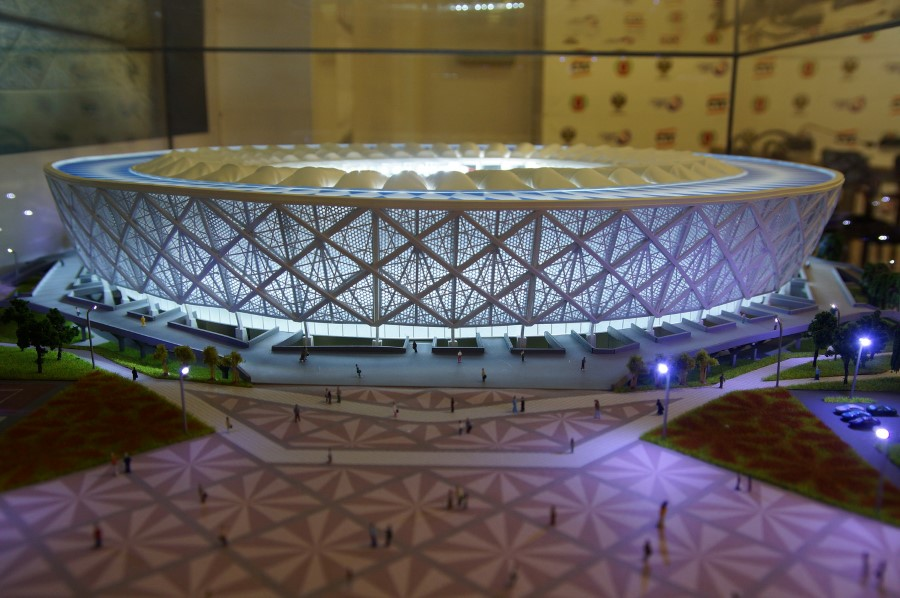
Modello in scala dello stadio.
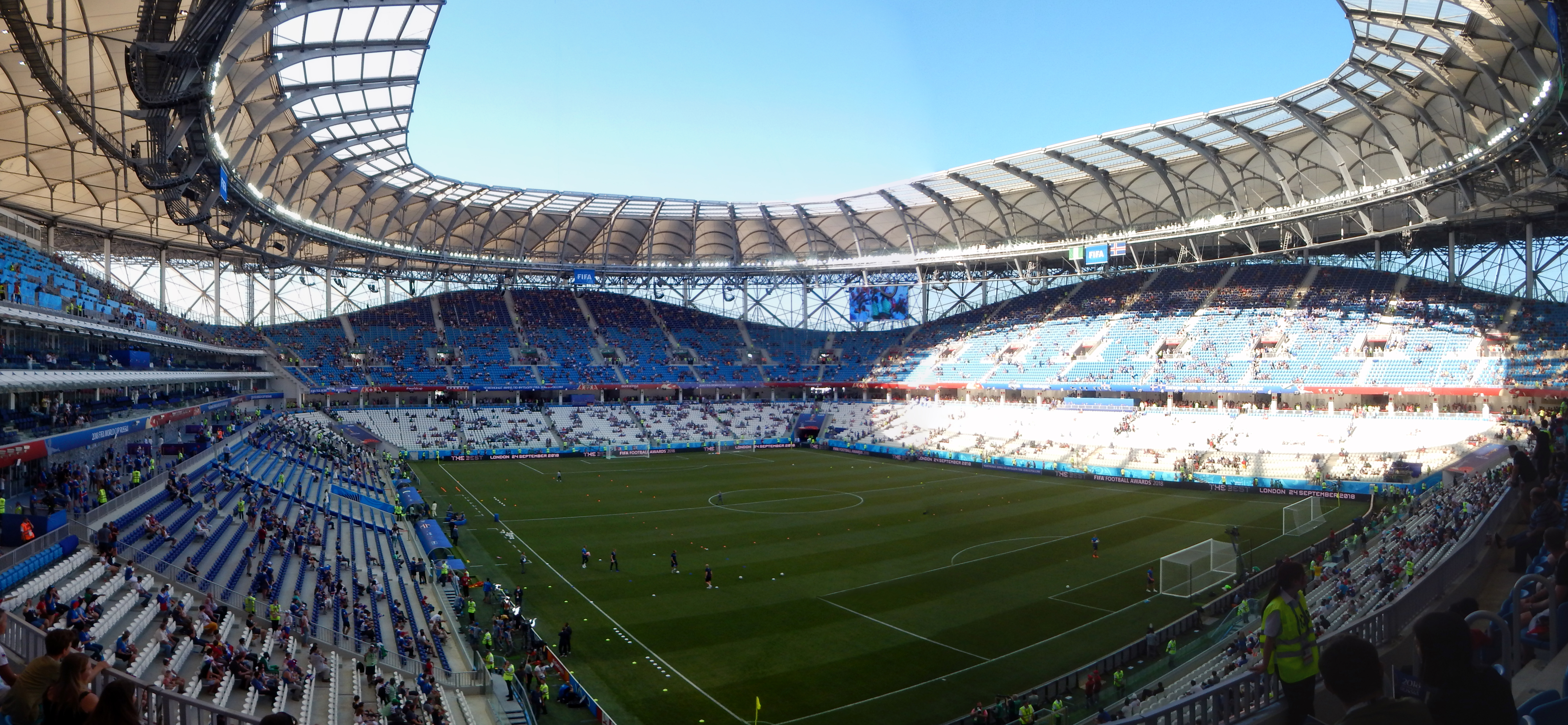
Interni dello stadio.